# Emilita
L'emilita és un mineral de la classe dels sulfurs. Va ser anomenada en honor d'Emil Makovicky, mineralogista eslovac-danès, especialista en sulfosals.

## Característiques
L'emilita és un sulfur de fórmula química Cu₁₀․₇Pb₁₀․₇Bi₂₁․₃S₄₈. Cristal·litza en el sistema ortoròmbic. La seva duresa a l'escala de Mohs és de 3,5 a 4.

## Jaciments
L'emilita va ser descoberta a un dipòsit de scheelita situat a la vall del Felben (Salzburg, Àustria). També ha estat descrita a Szûzvár Mill (Fejér, Hongria).